# Aeropuerto de Reyes
Aeropuerto de Reyes (IATA: REY, OACI: SLRY) es un aeropuerto que da servicio a Reyes, la capital de la provincia del General José Ballivián en el departamento del Beni en Bolivia. La pista está a 2 kilómetros (1,2 millas) al oeste de la ciudad.
La baliza no direccional Reyes (Ident: REY ) se encuentra en el campo.